# Lomariopsis boninensis
Lomariopsis boninensis är en ormbunkeart som beskrevs av Takenoshin Nakai. Lomariopsis boninensis ingår i släktet Lomariopsis och familjen Lomariopsidaceae. Inga underarter finns listade.